# Reprezentacja Belgii w rugby union mężczyzn
Reprezentacja Belgii w rugby jest drużyną reprezentującą Belgię w międzynarodowych turniejach. Drużyna występuje w europejskiej dywizji 1B.

## Historia
Reprezentacja Belgii swój pierwszy oficjalny mecz rozegrała 1 lipca przeciwko Holandii. Belgowie wygrali to spotkanie 6:0. W 1937 r. Belgowie rozegrali najsłynniejsze mecze w swojej międzywojennej historii. Spotkania z Niemcami i Włochami jednak przegrali. Po II wojnie światowej Belgowie rozgrywali do końca lat 50 XX w. mecze wyłącznie przeciwko Holendrom. Później rozgrywali mecze przeciwko krajom Europy Zachodniej. Czarne diabły w kwalifikacjach do Pucharu Świata startują od 1991 r. Jak dotąd drużynie nie udało się zagrać na tej imprezie.

## Rozgrywki międzynarodowe

### Puchar Świata w rugby
- 1987 – nie brała udziału
- 1991 – nie zakwalifikowała się
- 1995 – nie zakwalifikowała się
- 1999 – nie zakwalifikowała się
- 2003 – nie zakwalifikowała się
- 2007 – nie zakwalifikowała się